# Institut de Sils
L'institut de Sils és un institut d'educació secundària de Sils (la Selva) inaugurat el 2008, amb tres línies de 1r a 4t.
És el primer institut de Sils, abans de la seva inauguració l'any 2008 els alumnes de secundària s'havien de desplaçar fins a l'Institut de Santa Coloma de Farners, on en l'actualitat només s'hi realitza l'etapa d'Educació Secundària Obligatòria. Quan la proposta de construcció de l'Institut va ser ferma, la majoria de professors que hi van anar a treballar eren membres del grup La Font, un col·lectiu creat el 1997 que englobava professionals de l'educació i tenia com a finalitat millorar el tractament de la diversitat en el grup heterogeni així com un replantejament profund de l'etapa d'Educació Secundària Obligatòria. L'Institut de Sils presenta unes característiques pròpies que el defineixen i el diferencien d'altres centres educatius.
L'Ideari del Projecte Educatiu de l'institut parteix de la idea que l'alumnat és divers i cal entendre aquesta diversitat dins del grup heterogeni. Incideixen molt en el concepte d'autonomia i és una de les seves prioritats. El principal objectiu d'aquest centre és que cada alumne aprengui tant com pugui a partir dels seus coneixements previs. L'horari es divideix en àmbits, habilitats i projectes, en aules en què es potencia la diversitat, treballant en la didàctica del grup heterogeni, l'atenció global a l'alumne, la no existència de nivells mínims exigibles i l'educació en valors. És un centre innovador amb programes com Voluntariat amb aturats o Junts fem deures.